# Baadur Jobava
Baadur Jobava (géorgien : ბაადურ ჯობავა, né le 26 novembre 1983) est un grand maître géorgien du jeu d'échecs.
Au 1er janvier 2015, il est le 26e joueur mondial et le no 1 géorgien, avec un classement Elo de 2 727 points.

## Carrière
Il remporte l'Open de Dubaï en 2003 avec 7/9.
Il remporte le championnat de Géorgie en 2003, 2007, 2012 et 2024.
En 2004, il participe au championnat du monde FIDE mais est éliminé dès le premier tour par Ruben Felgaer.
Il est 1er à la Samba Cup à Skanderborg au Danemark en 2005. En 2006, il remporte la coupe Railway Hotel et le prestigieux Open Aeroflot, le plus fort tournoi open du monde. En 2011, il finit premier du tournoi de Sarajevo (tournoi Bosna).
En décembre 2011, il remporte le championnat d'Europe de parties rapides, sur le score de 11/13 .

### Championnats du monde et coupes du monde
| Année | Lieu            | Résultat                            | Ultime adversaire     | Adversaires battus                               |
| ----- | --------------- | ----------------------------------- | --------------------- | ------------------------------------------------ |
| 2004  | Tripoli         | premier tour                        | Rubén Felgaer         |                                                  |
| 2005  | Khanty-Mansiïsk | troisième tour                      | Sergueï Roublevski    | Aleksandr Beliavski, Gary Lane                   |
| 2009  | Khanty-Mansiïsk | troisième tour                      | Aleksandr Grichtchouk | Ray Robson, Eduardo Iturrizaga                   |
| 2011  | Khanty-Mansiïsk | troisième tour                      | Dmitri Iakovenko      | Namig Guliyev, Radosław Wojtaszek                |
| 2013  | Tromsø          | deuxième tour                       | Anton Korobov         | Martyn Kravtsiv                                  |
| 2017  | Tbilissi        | quatrième tour (huitième de finale) | Wesley So             | Iván Salgado López, Yu Yangyi Ian Nepomniachtchi |
| 2021  | Sotchi          | deuxième tour                       | Samuel Shankland      | Abhimanyu Mishra                                 |

### Compétitions par équipe
Jobava participe aux olympiades depuis 2000, à l'exception de celle de 2012. Il décroche la médaille d'or au 4e échiquier à l'Olympiade de Thessalonique en 2004 avec 8½/10.
Il est devenu connu pour ses préparations qui lui ont permis de battre Ievgueni Bareïev dans une ligne préparée de 34 coups en 2003. En 2004, il renouvelle cette prouesse contre Aleksandr Grichtchouk à l'Olympiade de 2004.

## Style de jeu
Jobava est particulièrement connu pour son style de jeu très original et résolument tourné vers l'attaque et cherchant rapidement à sortir ses adversaires des sentiers battus. Il est adepte des ouvertures originales (début Larsen 1.b3 contre Magnus Carlsen à Wijk Aan Zee 2015 par exemple), et propose souvent des attaques "à la baïonnette", parfois au détriment de la sécurité de son roi ou des principes généraux du jeu.

## Apport à la théorie des ouvertures
Il a popularisé l’attaque Jobava.